# Sint-Pieterskerk (Testelt)

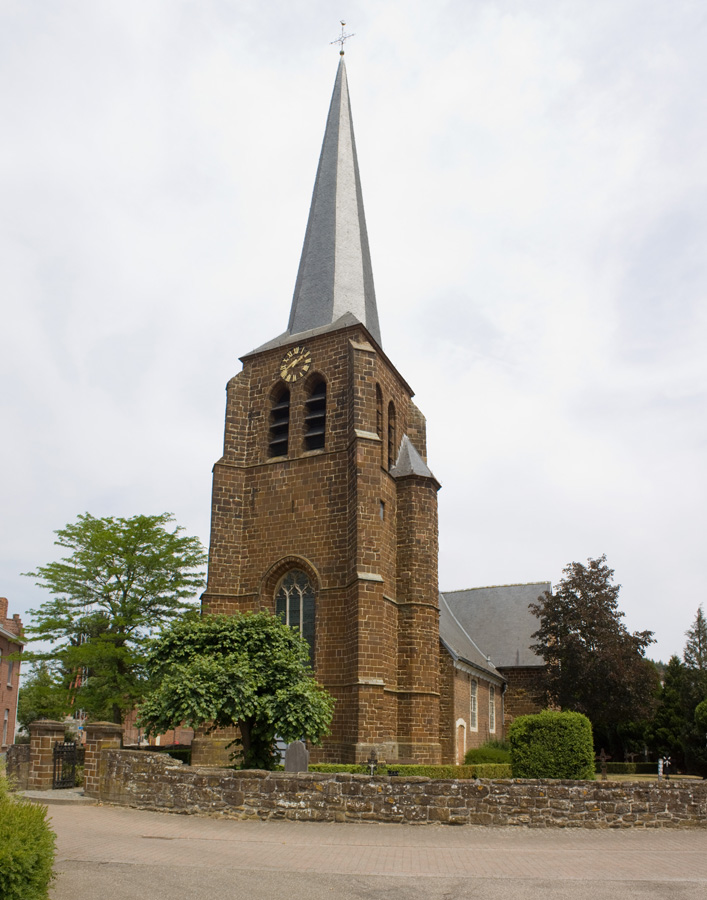
Sint-Pieterskerk

De Sint-Pieterskerk is de parochiekerk van de tot de Vlaams-Brabantse gemeente Scherpenheuvel-Zichem behorende plaats Testelt, gelegen aan Dorp.

## Geschiedenis
Vanaf de 12e eeuw was er sprake van een kerk in Testelt. Tot aan de Franse tijd was het patronaatsrecht van de kerk in bezit van de Abdij van Averbode.

## Gebouw
Het betreft een kerk met een gotische westtoren die in 1511-1514 werd gebouwd in ijzerzandsteen. Vroeger was de kerk driebeukig maar in 1768 werd het kerkschip herbouwd in classicistische stijl en zonder zijbeuken. Het transept is gotisch. De noord- en zuidgevels zijn 17e-eeuws en gebouwd in baksteen met speklagen van ijzerzandsteen.

## Interieur
Het kerkmeubilair is in hoofdzaak 18e-eeuws. Er zijn enkele beelden uit de 16e en 17e eeuw en enkele schilderijen uit de 17e en 18e eeuw. Het doksaal van 1797 is in Lodewijk XVI-stijl uitgevoerd.
Het orgel werd vervaardigd door Joseph Colin en werd in 1803 geplaatst. Het was het enige orgel dat door deze Luikse orgelbouwer werd gebouwd.